# Фрауенкірхе (Мюнхен)
Фрауенкірхе (нім. Frauenkirche), офіційна назва Собор святої Богородиці (нім. Der Dom zu Unserer Lieben Frau) — культова споруда, найвищий собор у Мюнхені, що став символом міста. Діючий храм Римсько-католицької церкви в Німеччині.

## Історія
На місці храму існувала давніша церква XII століття. Будівництво собору в стилі готики було розпочато в 1468 році за розпорядженням Сігізмунда і закінчено в 1525 році. План церкви був розроблений під впливом Єрусалимського Куполу Скелі та візантійських церков. Сучасники гадали, що церква відтворює Храм Соломона. Безперечний вплив на зодчих Фрауенкірхе мали гравюри Байденбаха з його книги «Peregrinatio in Terram Sanctam», що була дуже відомою з 1486 року, а також знамениті «Нюрнберзькі (або Світові) хроніки» німецького гуманіста Гартмана Шеделя. опубліковані в 1493 році.
У соборі могли розміститися до 20 000 парафіян, тоді як на момент закінчення будівництва населення Мюнхена становило всього 13 000 осіб. У наш час собор вміщує близько 4 000 осіб, що сидять, зменшення місць пов'язане з встановленими там в останні роки крамницями для парафіян.
Однак усередині собор не справляє враження величезної споруди, оскільки 22 колони, що підтримують дах, створюють ілюзію значно меншого простору.
Під час Другої світової війни, у 1944 році, соборові було завдано великої шкоди: частина склепіння обвалилася, були зруйновані й розграбовані елементи інтер'єру. Відбудова тривала в багатьох етапах аж до 1994 року.
Висота собору становить 99 метрів. За рішенням референдуму, що відбувся у 2004 році, у Мюнхені тимчасово заборонено будувати будівлі вище собору Фрауенкірхе, тобто вище 100 метрів.
Собор розташований неподалік від головної площі міста — Марієнплац.

## Поховання в крипті

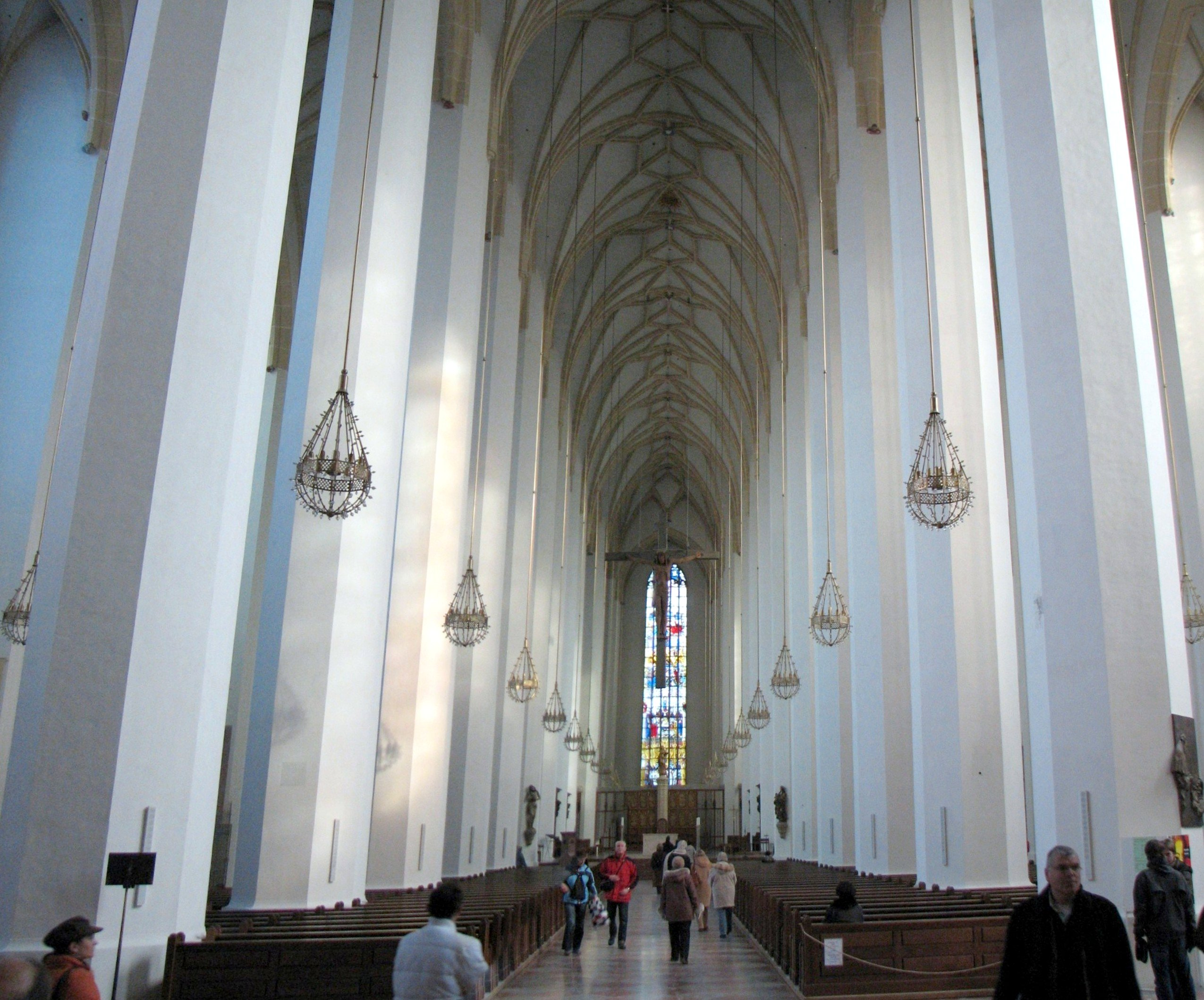
Фрауенкірхе — інтер'єр

У крипті церкви поховано багато представників династії Віттельсбахів:
- Людовик IV — імператор Священної Римської імперії
- Людвіг V — герцог Баварії
- Стефан II — герцог Баварії
- Іоганн II — герцог Баварії
- Ернест (герцог Баварії|)
- Вільгельм III — герцог Баварії|
- Йоганн IV (герцог Баварії|)
- Альберт IV (герцог Баварії|)
- Вільгельм IV (герцог Баварії|)
- Альберт V (герцог Баварії|)
- Король Людвиг III

## Світлини

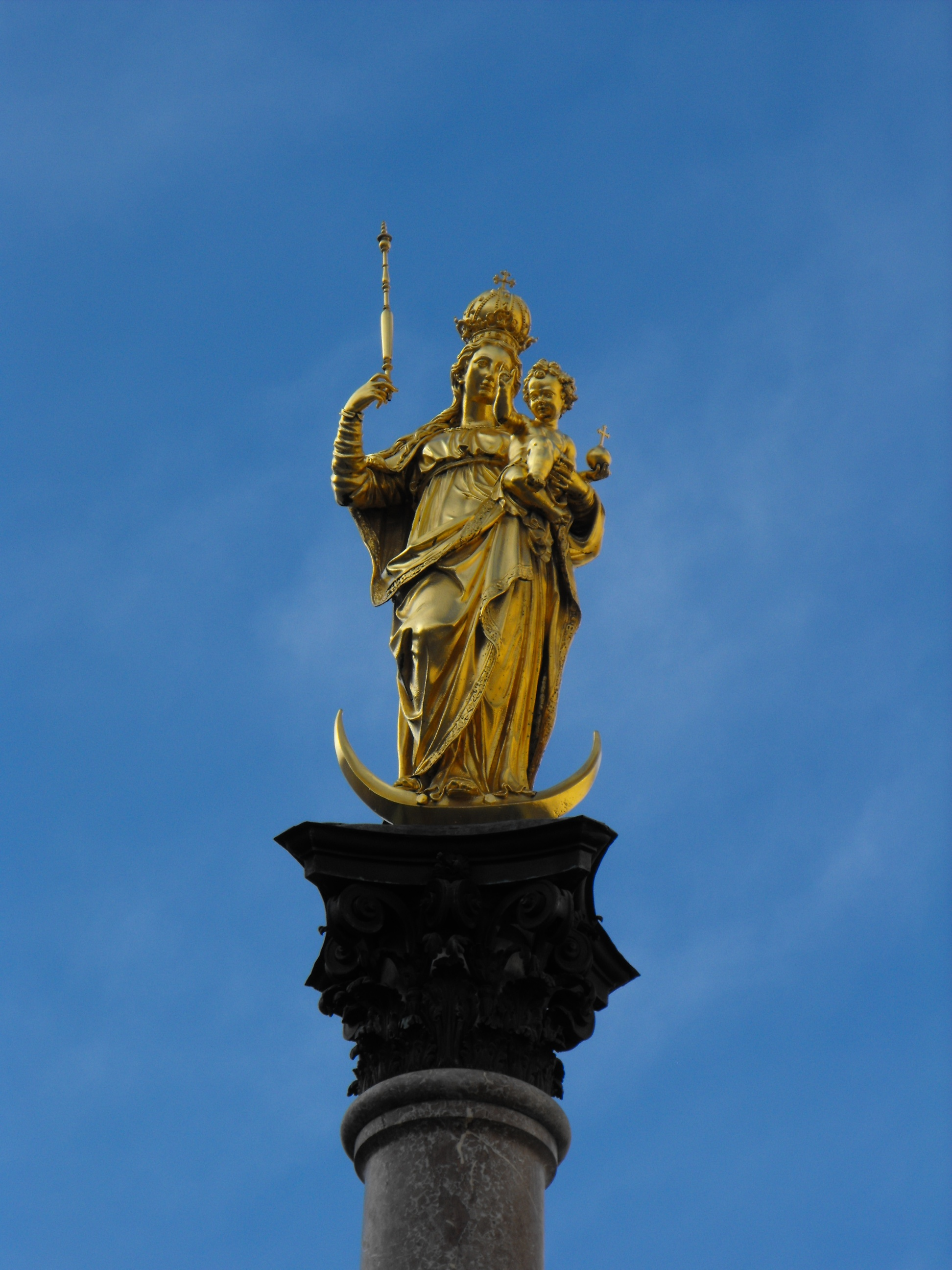
Колона Богоматері на площі Марієнплац
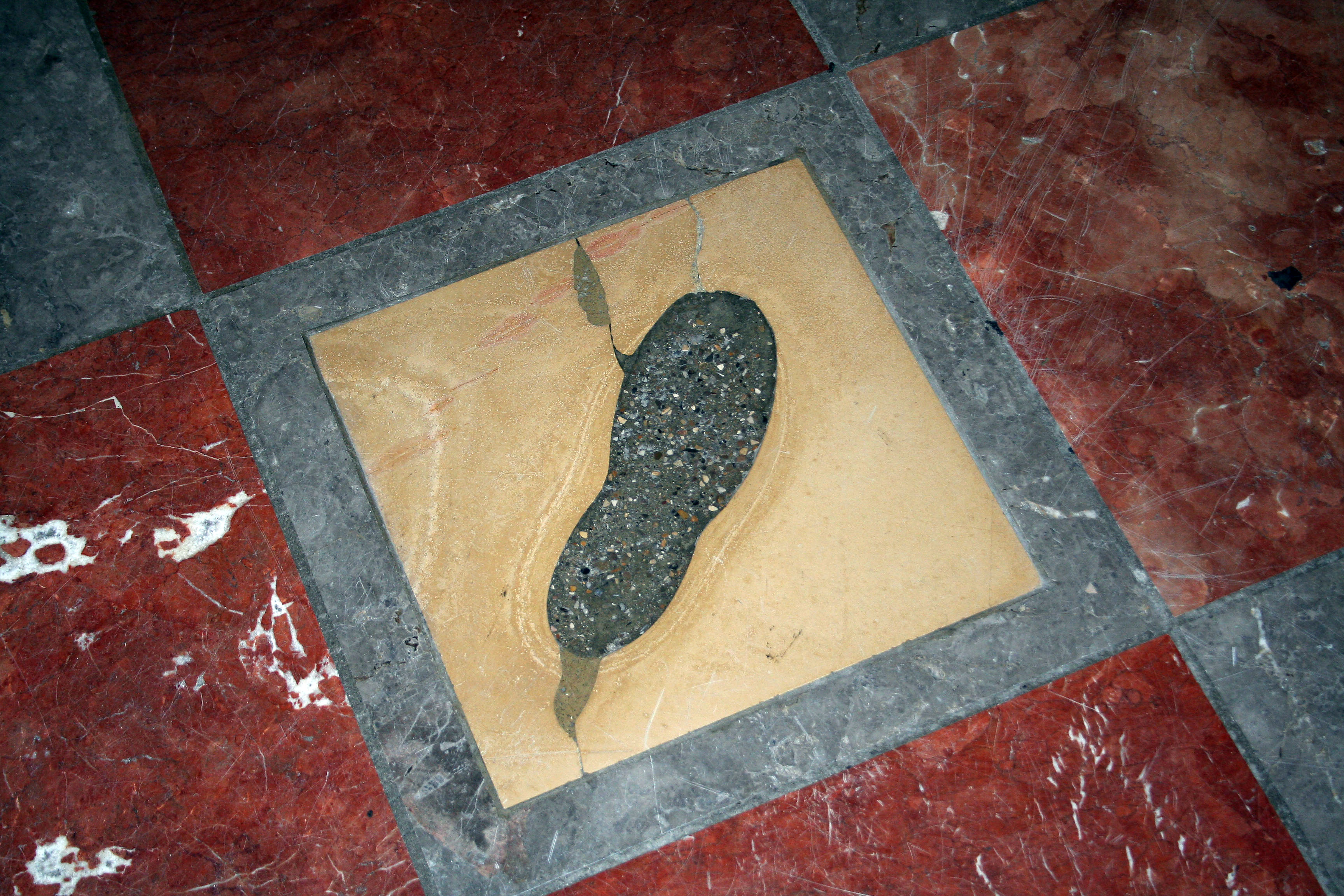
«Слід диявола»
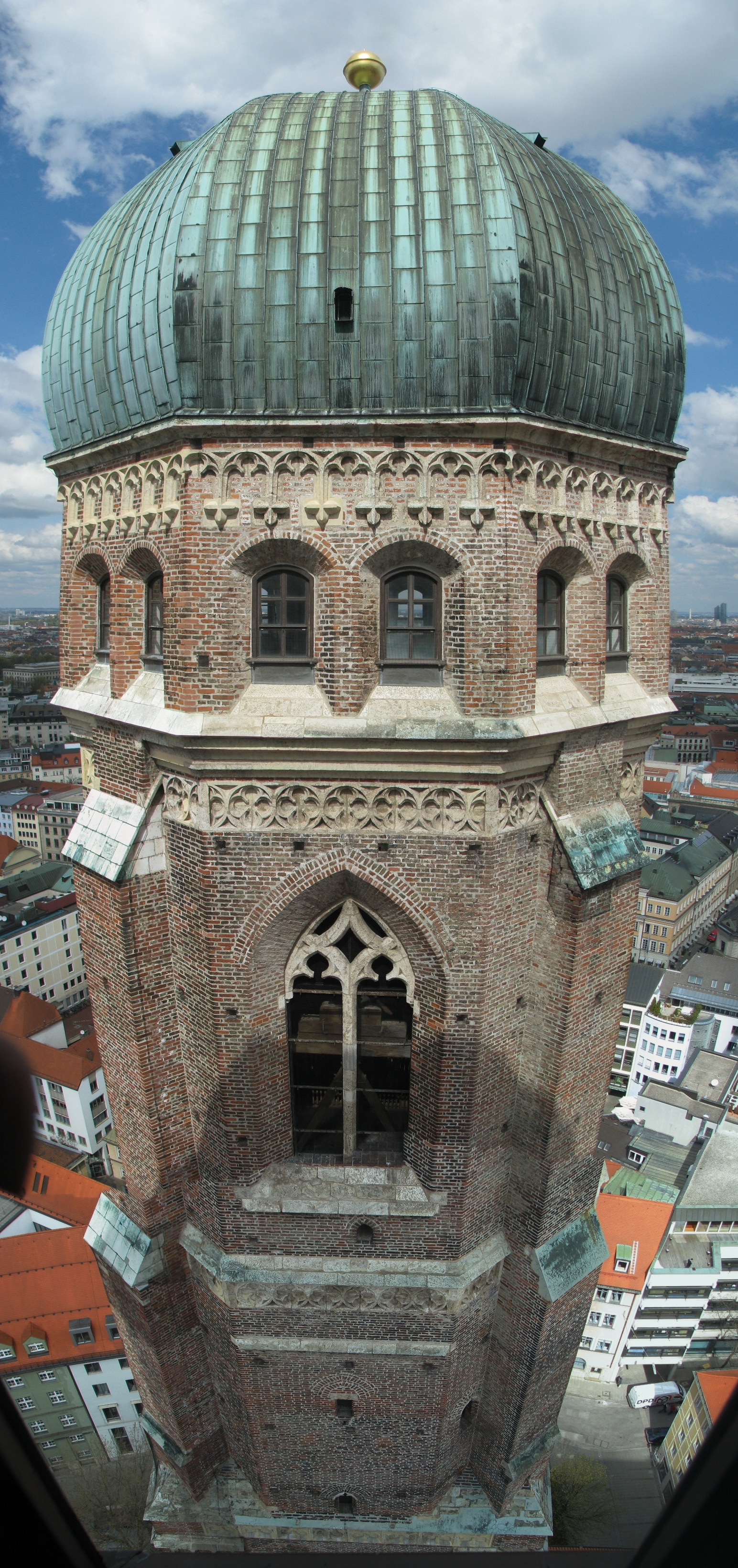
Одна з веж церкви
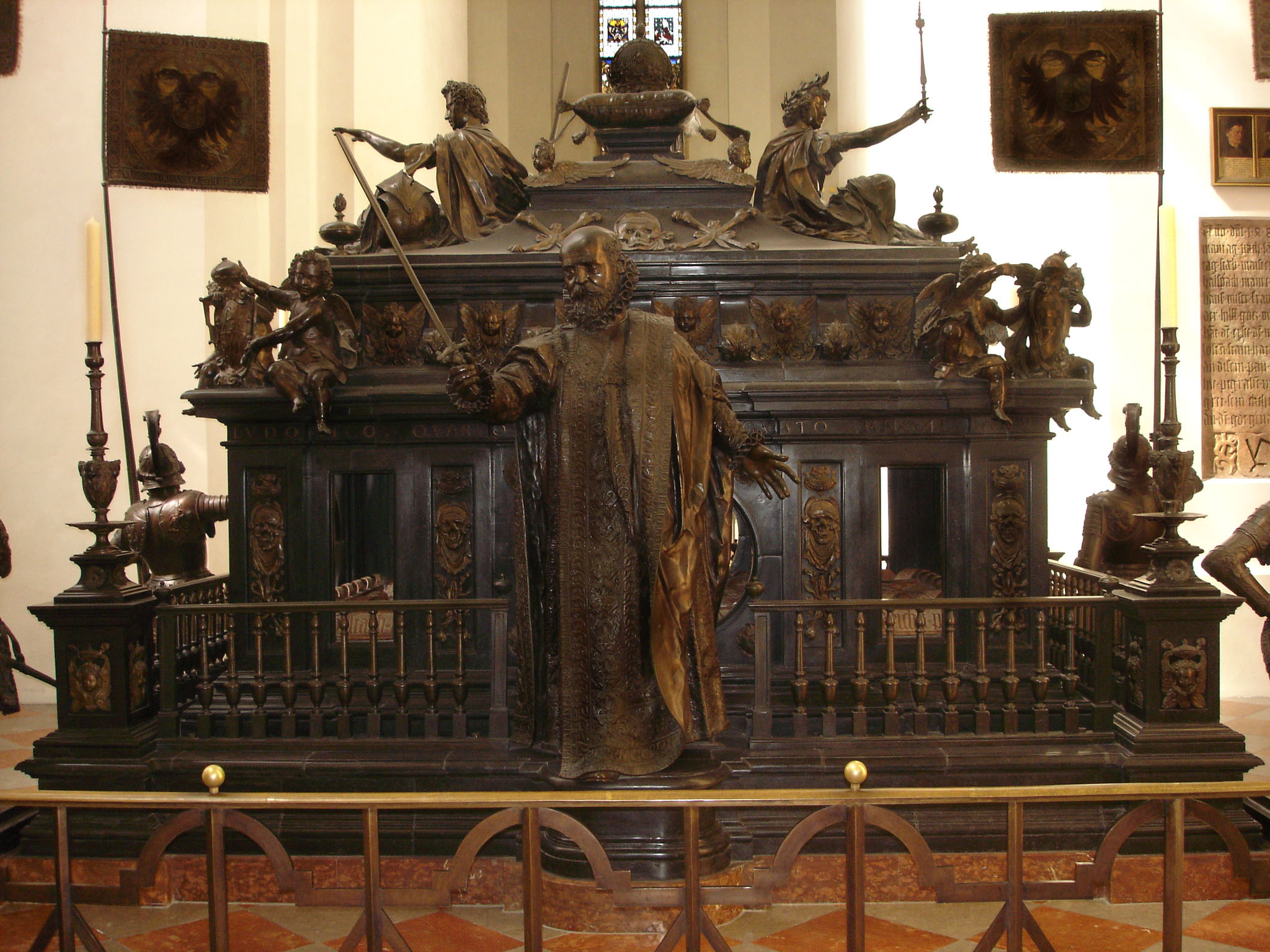
Могила імператора Людвига IV
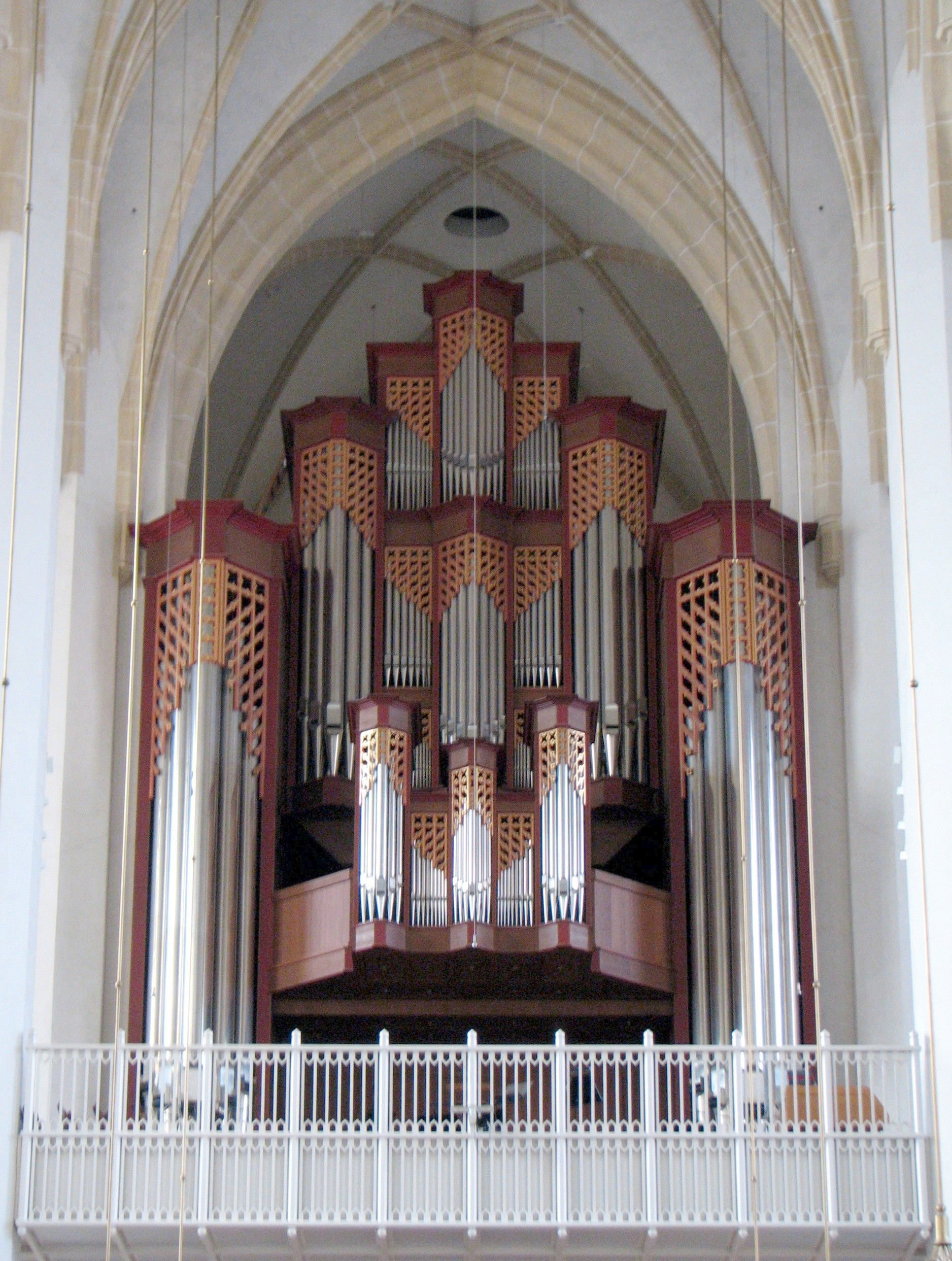
Орган

## Література

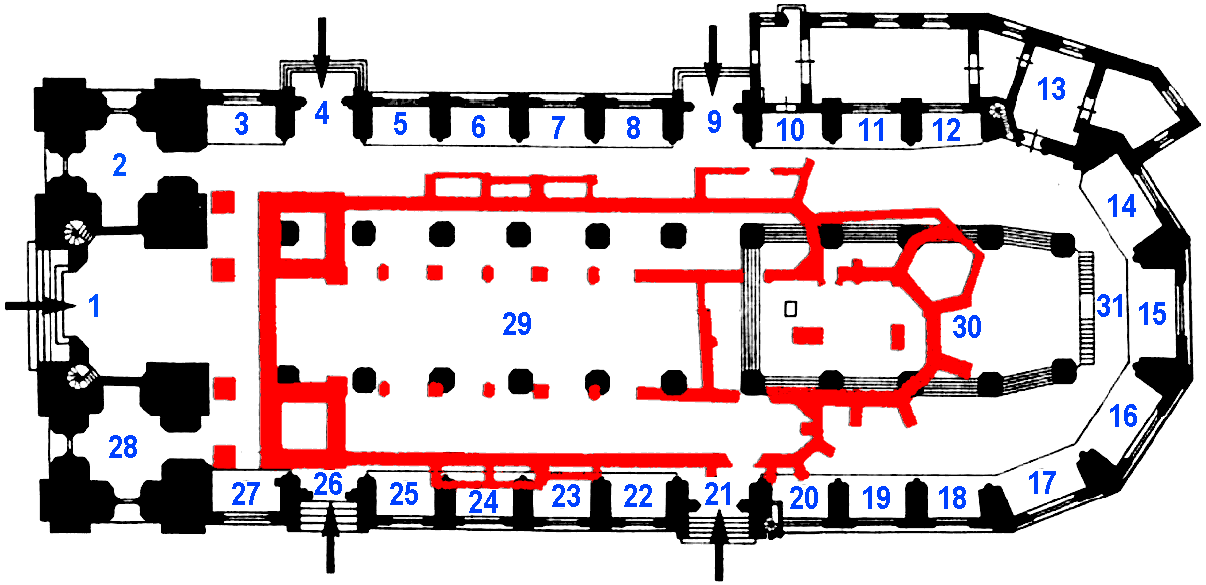
План старої та нової Фрауенкірхе